# Józef Matuszczak
Józef Matuszczak (ur. 22 stycznia 1910 w Fabianowie, zm. 2003 w Łodzi) – polski historyk sztuki, muzealnik, w latach 1945–1946 pełnił nieoficjalnie stanowisko wojewódzkiego konserwatora zabytków w Katowicach.

## Życiorys
Urodził się w Fabianowie w województwie wielkopolskim w 1910 roku. Studia odbył na Uniwersytecie Poznańskim. Jego profesorami byli m.in. Michał Sobieski i Szczęsny Dettloff. Doktoryzował się na Uniwersytecie Jagiellońskim w Krakowie w 1970 roku.
W latach 1935–1937 był zatrudniony w bibliotece uniwersyteckiej w Poznaniu. Po odbyciu praktyki w Muzeum Miejskim w Poznaniu znalazł zatrudnienie w Muzeum Śląskim w Katowicach. Wraz z Tadeuszem Dobrowolskim zabiegał o powstanie kolekcji dzieł sztuki dla powstającego muzeum. W obliczu wojny nadzorował transport zbiorów muzealnych do Lublina w sierpniu 1939 roku. Podczas wojny był zatrudniony w Krotoszynie. Władał biegle francuskim i niemieckim. W latach 1945–1946 kierował wydziałem organizującym muzeum w Śląsko-Dąbrowskim Urzędzie Wojewódzkim; był także nieoficjalnym wojewódzkim konserwatorem zabytków w Katowicach. W 1946 rozpoczął pracę w Muzeum Śląskim w Bytomiu. Matuszczak związany był z tą placówką do 1975 roku. Publikował na temat sztuki śląskiej oraz historii muzealnictwa na Górnym Śląsku. Zmarł w Łodzi w 2003 roku.

## Wybrane publikacje
- Zabytki sztuki na Śląsku Zaolziańskim[4] (1939)
- Galeria malarstwa polskiego (1957)
- Muzea przyzakładowe w województwie katowickim: założenia projektowe (1962)
- Muzealnictwo w środowisku wielkoprzemysłowym i jego rola w zakresie sztuki (1967)
- Architektura drewnianych kościołów ewangelickich w powiecie kluczborskim (1968)
- Z dziejów architektury drewnianej na Śląsku (1971)
- Kościoły drewniane na Śląsku (1975)
- Muzeum Śląskie w Katowicach: 1927–1939 (1976)
- Kościoły drewniane w dawnych dekanatach bytomskim i pszczyńskim: wybrane zagadnienia (1989)
- Data budowy kościoła drewnianego w Łagiewnikach Wielkich i najstarsze płaskorzeźby ludowe na Śląsku (1989)
- Kościół drewniany p.w. Bożego Ciała w Jankowicach: wybrane zagadnienia (1989)

## Odznaczenia
- Srebrny Krzyż Zasługi (1946)[1]
- Krzyż Kawalerski Orderu Odrodzenia Polski (1975)[1]
- Złota Odznaka za Opiekę nad Zabytkami[1]